# تفجير حافلة بورغاس 2012
تفجير بورجاس هو هجوم انتحاري على حافلة كانت تقل سياح إسرائيليين في مطار بورجاس بمدينة بورجاس ببلغاريا في 18 يوليو 2012 وراح ضحية هذا الحادث 5 إسرائيليين وسائق الحافلة وأصيب 32 شخص .أعلنت السلطات البلغارية في 18 يوليو 2014 إن الرجل الذي فجر الحافلة هو محمد حسن الحسيني.

## ردود الفعل الدولية
- إسرائيل قال رئيس الوزراء الإسرائيلي بنيامين نتنياهو "كل المؤشرات تدل على بصمات إيران، فقد حاولت في الأشهر القليلة الماضية استهداف إسرائيليين في تايلند والهند وجورجيا وكينيا وقبرص وأماكن أخرى"، وصرح وزير الدفاع الإسرائيلي إيهود باراك بأن التفجير من تنفيذ حزب الله اللبناني الذي يحظى بدعم إيراني [1]